# Hillary Scott
Hillary Scott, eg. Amanda Marie Elizabeth Wibben, född 3 februari 1983 i Chicago, är en amerikansk porrskådespelerska.
Sedan hon avslutat sina studier arbetade hon på bank i två och ett halvt år. 2004 flyttade hon till Los Angeles och kom in i porrbranschen. En av hennes tidigaste scener var med den obscenitetsdömde regissören Max Hardcore och hans partner Layla Rivera.
Fram till 2007 har Hillary Scott medverkat i över 300 pornografiska filmer och vunnit flera priser för sina insatser i dessa. Den 23 april 2007 skrev hon på ett kontrakt med det pornografiska bolaget SexZ Pictures och blev därmed historiens bäst betalda porrskådespelerska med en lön på 1 miljon dollar, fördelat över fyra år.